# Amblyrhiza inundata
Amblyrhiza inundata és un rosegador extint de la subfamília Heptaxodontinae que visqué a Anguilla i l'Illa de Sant Martí, al nord de les Petites Antilles.
És l'única espècie del gènere Amblyrhiza. El seu parent més proper era probablement Elasmodontomys, de Puerto Rico. Aquest rosegador gegantesc tenia la mida d'un os i fou un dels rosegadors més grossos de tots els temps. S'estima que pesava entre 50 i 200 kg. És conegut a partir de fòssils del Quaternari. Vista la seva mida, la població mai no hauria pogut ser gaire gran. Es pensa que Anguilla, Sant Martí i les illes properes més petites haurien pogut tenir fins a alguns milers d'Amblyrhiza. Quan el nivell de mar era més baix, a la darrera edat glacial, la població hauria pogut ser de fins a 15.000 animals. A. inundata mai no s'ha trobat amb restes d'activitats humanes, així que és molt improbable que la seva extinció fos culpa dels humans. L'espècie probablement era molt vulnerable per la seva petita població.